# Kosteniów
Kosteniów – wieś na Ukrainie w rejonie lwowskim (wcześniej w rejonie przemyślańskim) należącym do obwodu lwowskiego.
W czasie okupacji niemieckiej mieszkające tutaj ukraińskie małżeństwo Kaczerowskich ukrywało troje Żydów z rodziny Katzów. W 1983 roku Instytut Jad Waszem uhonorował za to Iwana i Tetianę Kaczerowskich tytułami Sprawiedliwych wśród Narodów Świata.